# Silpa
Silpa (hebräisch זִלְפָּה) ist eine Gestalt aus dem Alten Testament – dem Tanach, welche ausschließlich im Buch Genesis auftritt.
Sie war die Magd Leas, welche die erste Frau des Erzvaters Jakob war. Nach Gen 29,24  schenkte Leas Vater Laban seiner Tochter diese Magd zur Hochzeit. Nachdem Lea vier Söhne geboren hatte, führte ihre inzwischen ebenfalls mit Jakob verheiratete Schwester Rachel ihrem Mann ihre Magd Bilha zu, damit sie an ihrer Stelle Kinder empfing und austrug. Lea ließ darauf ihre Magd Silpa mit Jakob schlafen. Deren zwei Söhne Gad und Ascher galten somit als Leas Kinder, wie die Kinder Bilhas als Rachels Kinder galten (Gen 30,9–13 ).